# Amanda Freed
Amanda Freed, född den 26 december 1979 i Fountain Valley, Kalifornien, är en amerikansk softbollspelare.
Hon tog OS-guld i samband med de olympiska softboll-turneringarna 2004 i Aten.